# Barra de Santa Rosa
Barra de Santa Rosa este un oraș în Paraíba (PB), Brazilia.